# 1936年のテレビ
1936年のテレビにおける日本および世界の出来事は以下のとおり。

## 世界のテレビの出来事
- 1936年7月7日 - アメリカ合衆国のデイヴィッド・サーノフは、自らの経営するRCAの電子式テレビジョン技術を使い、RCAの子会社であるNBCに30分間の実験放送を実施させた。これは演説、ダンス、歌などからなるバラエティ番組で、343本の走査線のある22センチのテレビ画面に毎秒30コマの映像を受信させて実現した。
- 1936年8月 - ドイツで行われたベルリンオリンピックでは、1935年から定時放送を開始していた「パウル・ニプコウテレビ局（ドイツ語版）」が走査線180本の中解像度のテレビで実況中継を行った。ベルリンやポツダムなどに開設された公衆テレビ視聴室で延べ15万人が番組を視聴した。この公衆テレビ室では、同軸ケーブルを使ってベルリンとライプチヒの間でテレビ電話サービスも提供していた。
- 1936年11月2日 - 英国放送協会は高解像度（当時は走査線200本以上のものを指す）のテレビとしては世界初の定時放送（現在のBBC Oneの前身）をロンドンのアレクサンドラ・パレスから開始した。ジョン・ロジー・ベアードの開発した走査線240本の機械式テレビと、EMI-マルコーニの開発した走査線405本の電子式テレビの2つのシステムを週替わりで使用して放送された。主な番組は、試験放送中の10月から開始した『ピクチャー・ページ』という時事番組のほか、歌やコメディなどからなるバラエティ番組の『スターライト』、話題の演劇をアレクサンドラ・パレスで演じて放送する『シアター・パレード』で、放送時間は月曜から土曜日の15時～16時、および21時～22時だった[1]。